# Dąbrowa Biskupia (gemeente)
De gemeente Dąbrowa Biskupia is een landgemeente in het Poolse woiwodschap Koejavië-Pommeren, in powiat Inowrocławski.
De zetel van de gemeente is in Dąbrowa Biskupia.
Op 30 juni 2004 telde de gemeente 5254 inwoners.

## Oppervlaktegegevens
In 2002 bedroeg de totale oppervlakte van gemeente Dąbrowa Biskupia 147,44 km², waarvan:
- agrarisch gebied: 73%
- bossen: 19%

De gemeente beslaat 12,04% van de totale oppervlakte van de powiat.

## Demografie
Stand op 30 juni 2004:
| Omschrijving                   | Totaal | Totaal | Vrouwen | Vrouwen | Mannen | Mannen |
| ------------------------------ | ------ | ------ | ------- | ------- | ------ | ------ |
| eenheid                        | aantal | %      | aantal  | %       | aantal | %      |
| inwoners                       | 5254   | 100    | 2622    | 49,9    | 2632   | 50,1   |
| bevolkingsdichtheid (inw./km²) | 35,6   | 35,6   | 17,8    | 17,8    | 17,9   | 17,9   |

In 2002 bedroeg het gemiddelde inkomen per inwoner 1543,58 zł.

## Administratieve plaatsen (sołectwo)
Brudnia, Chlewiska, Chróstowo-Walentynowo, Dąbrowa Biskupia, Konary-Dziewa, Mleczkowo, Modliborzyce, Nowy Dwór, Ośniszczewko, Ośniszczewo, Parchanie, Parchanki, Pieranie, Przybysław, Radojewice, Stanomin, Wola Stanomińska, Wonorze, Zagajewice, Zagajewiczki.
Zonder de status sołectwo: Pieczyska

## Aangrenzende gemeenten
Aleksandrów Kujawski, Dobre, Gniewkowo, Inowrocław, Koneck, Kruszwica, Zakrzewo